# Anthracoscorpionidae
Famille
Les Anthracoscorpionidae sont une famille fossile de scorpions.

## Répartition
Les espèces de cette famille ont été découvertes en Tchéquie, au Royaume-Uni et en France. Elles datent du Carbonifère.

## Liste des genres
Selon World Spider Catalog 20.5 :
- † Allobuthus Kjellesvig-Waering, 1986
- † Anthracoscorpio Kušta, 1888

## Publication originale
- (de) Anton Fritsch, Palaeozoische Arachniden, Prague, Eduard Grégr, 1904, 85 p. (lire en ligne)